# William Lane Craig
William Lane Craig (Peoria, 23 de Agosto de 1949) é um filósofo, teólogo e apologista cristão estadunidense.
Como filósofo, Craig se especializou em filosofia da religião, metafísica, e filosofia do tempo. Como teólogo, suas especialidades são estudos sobre o Jesus histórico e teologia filosófica. Craig fez contribuições importantes para discussões sobre o argumento cosmológico em favor da existência de Deus, a onisciência divina, teorias do tempo e eternidade e para a historicidade da ressurreição de Jesus. Por muitos anos, sua pesquisa concentrou-se na doutrina da autoexistência de Deus (asseidade divina), especialmente diante dos desafios apresentados por concepções platônicas de objetos abstratos. Mais recentemente, Craig passou a se dedicar ao desenvolvimento de uma teologia filosófica sistemática, cujo objetivo é articular de forma integrada os dados da revelação cristã com o aparato conceitual da filosofia analítica contemporânea. Craig é autor de diversos livros, o mais conhecido deles sendo Reasonable Faith. Ele disse que Alvin Plantinga é o seu filosófo de maior inspiração.

## Biografia

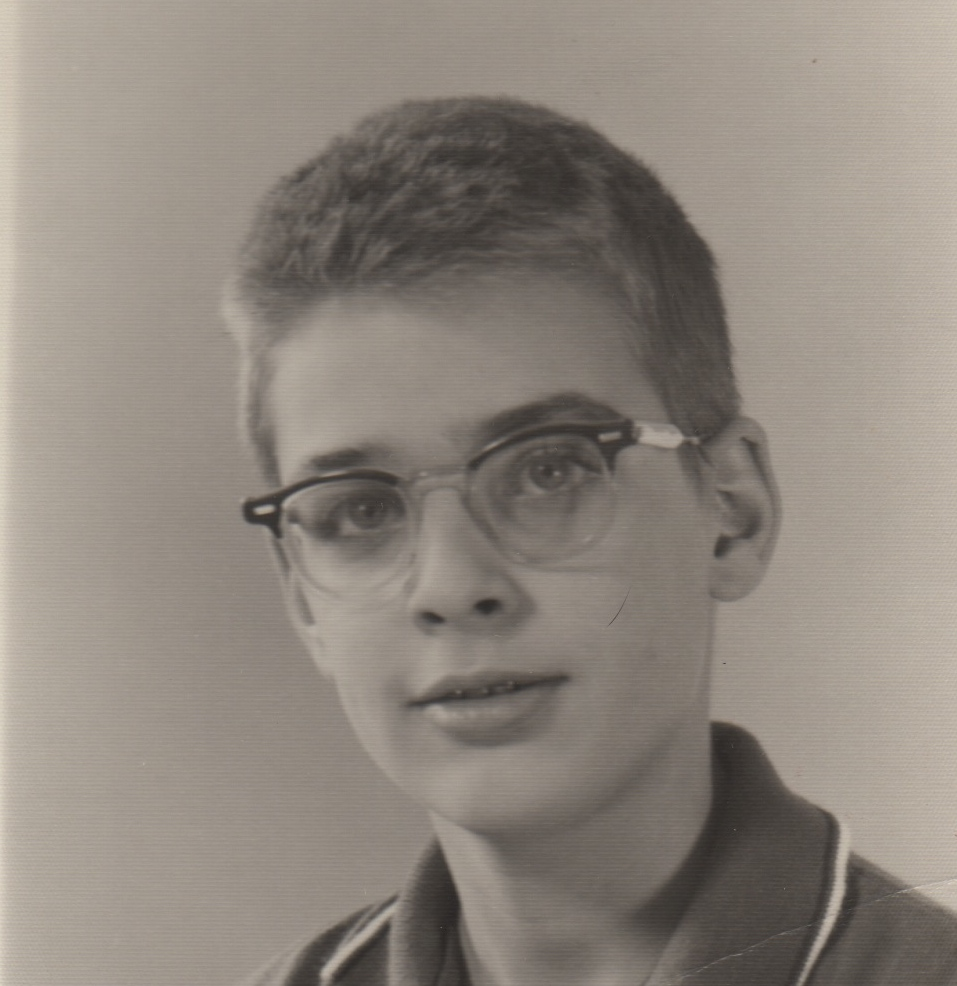
Craig no Ensino Médio

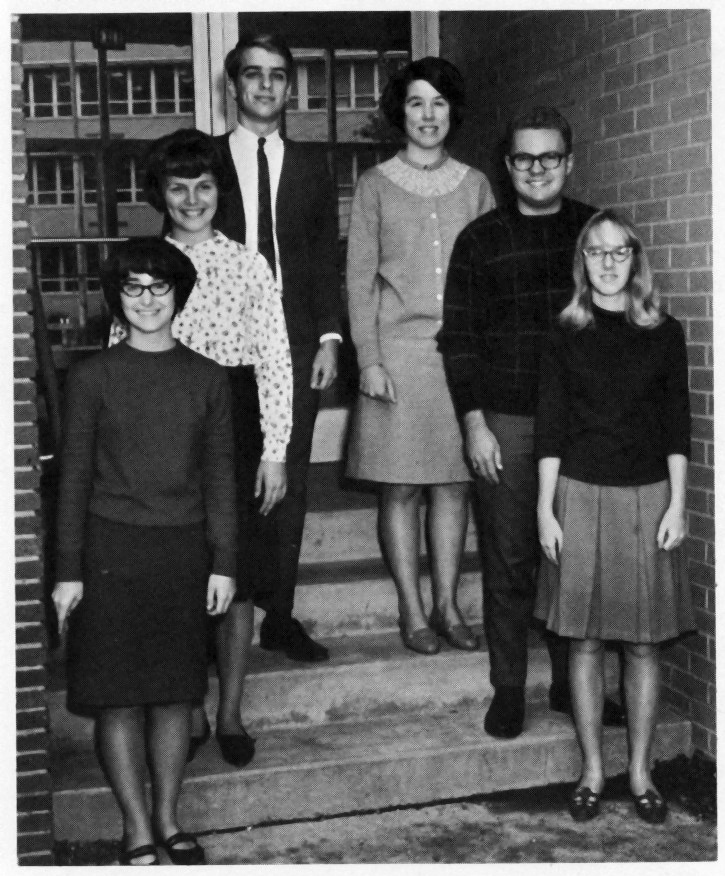
Clube de Matemática da East Peoria Community High School. Craig é o último da fila da esquerda.

Craig nasceu em Peoria, Illinois e é o segundo de três filhos de Mallory e Doris Craig. O trabalho do pai de Craig na T. P. & W linhas de trem levou a família a Keokuk, Iowa até que ele foi transferido para o escritório em East Peoria em 1960. Quando estudava na East Peoria Community High School (1963-1967) Craig se tornou um debatedor e orador público de sucesso, sendo nomeado para o time do estado em seu último ano e vencendo o campeonato estadual de oratória. Igualmente significativa foi sua experiência dramática de conversão ao cristianismo que aconteceu quando ele estava iniciando seu primeiro ano do ensino médio e que redirecionou todo o curso de sua vida.
Depois de se formar no ensino médio, Craig frequentou o Wheaton College, uma faculdade evangélica  a oeste de Chicago. Em Wheaton ele continuou suas atividades forenses e de debate, especializando-se em comunicações. Em 2014 ele recebeu o prêmio alumnus do ano. Em Wheaton, Craig estudou sob a orientação de Stuart Hackett, cujo livro Ressurrection of Theism (1957) exerceria uma importante influência filosófica sobre o pensamento de Craig. Foi seu estudo do livro Introduction to Christian apologetics (1948), enquanto ainda estava em Wheaton, que despertou o interesse de Craig em apologética Cristã. Craig se formou em 1971 e, no ano seguinte, se casou com sua esposa Jan, que ele conheceu quando trabalhavam no Cruzada Estudantil E Profissional Para Cristo.
Em 1973 Craig entrou para o programa de Filosofia da religião na Trinity Evangelical Divinity School, ao norte de Chicago, onde ele estudou sob a orientação de Norman Geisler. Simultaneamente, Craig realizou estudos teológicos sob a orientação de David Wells, Clark Pinnock, Murray Harris e Jhon Warwick Montgomery, graduando-se com um mestrado em filosofia da religião e História da Igreja e do pensamento cristão.
Em 1975 Craig embarcou em estudos de doutorado em filosofia na Universidade de Birmingham, na Inglaterra, escrevendo sobre o argumento cosmológico sob a direção de Jhon Hick. Como resultado desse estudo, Craig publicou seu primeiro livro The Kalam Cosmological Argument (1979), uma defesa vigorosa do argumento que ele descobriu ao ler o trabalho de Hackett’s. Em 1978 Craig recebeu uma bolsa de estudo de pós-doutorado da fundação Alexander von Humboldt para realizar pesquisas sobre a historicidade da ressurreição de Jesus sob a direção de Wolfhart Pannenberg na universidade Ludwig-Maximillians-Universität München, na Alemanha. Seus estudos em Munique resultaram em um segundo doutorado, dessa vez em teologia, premiado em 1984 com a publicação de sua tese de doutorado The Historical Argument for the Resurrection of Jesus during the Deist Controversy (1985).

### Carreira
Craig se juntou ao grupo da Trinity Evangelical Divinity School em 1980, onde ele ensinou filosofia da religião pelos próximos sete anos. Durante esses anos ele embarcou em um programa de pesquisa de longo prazo sobre uma análise filosófica dos principais atributos divinos, começando pela onisciência divina. O fruto inicial deste estudo foi seu livro Divine Foreknowledge and Human Freedom (1990). Em 1982 Craig recebeu um convite para debater com Kai Nielsen na universidade de Calgary, Canada, sobre a existência de Deus. E assim começou uma série de debates sobre questões filosóficas e teológicas que colocou Craig contra filósofos, cientistas e acadêmicos bíblicos incluindo Antony Flew, E. M. Curley, Richard Taylor,Quentin Smith, Michael Tooley, Paul Draper, Shelly Kagan, Peter Millican, Paul Kurtz, Peter Atkins, Lawrence Krauss, Richard Dawkins, Francisco Ayala, John Dominic Crossan, Marcus Borg, Ray Hoover, Bart Ehrman e Gerd Lüdemann.
Depois de uma temporada de um ano em Westmont College nos arredores de Santa Barbara, Craig se mudou de volta para a Europa com sua esposa e duas crianças pequenas para realizar pesquisas, permanecendo lá pelos próximos sete anos como pesquisador visitante na Universidade Católica de Louvain (Katholiecke Universiteit Leuven), na Bélgica. Sete livros foram produzidos durante este período de pesquisa, dentre eles God, Time, and Eternity (2001). Em 1994 Craig aceitou o convite de J. P. Moreland e R. Douglas Geivett para se juntar ao departamento de filosofia e ética na Escola de Teologia Talbot (Talbot School of Theology), nos subúrbios de Los Angeles, como professor pesquisador de filosofia. Esta é a posição na qual ele permanece atualmente.

## Pensamento

### O Argumento Cosmológico Kalam
Craig é mais conhecido por ressuscitar uma versão do argumento cosmológico em defesa da existência de uma primeira causa que não tem, ela mesma, uma causa. Para reconhecer a contribuição do islamismo medieval para o desenvolvimento desta versão do argumento, Craig criou o nome “argumento cosmológico kalam” (kalam significando teologia islâmica medieval). O argumento ficou marcado desde então por esta denominação. A característica distintiva deste argumento é a sua premissa “O universo começou a existir”, na qual “o universo” designa toda a realidade espaço-temporal contígua. Craig defende essa premissa filosoficamente e cientificamente.
No livro The Kalam Cosmological Argument ele formula o argumento da seguinte forma:
1. Tudo que começa a existir tem uma causa para sua existência.
2. O universo começou a existir.
3. Portanto, o universo tem uma causa para sua existência.[23]

Filosoficamente, Craig restaura dois argumentos kalam tradicionais em defesa da finitude da série temporal de eventos passados: um argumento baseado na impossibilidade metafísica da existência daquilo que matemáticos modernos chamam de “infinito atual” e um argumento baseado na impossibilidade metafísica de formar um infinito atual usando um processo de adição sucessiva. 

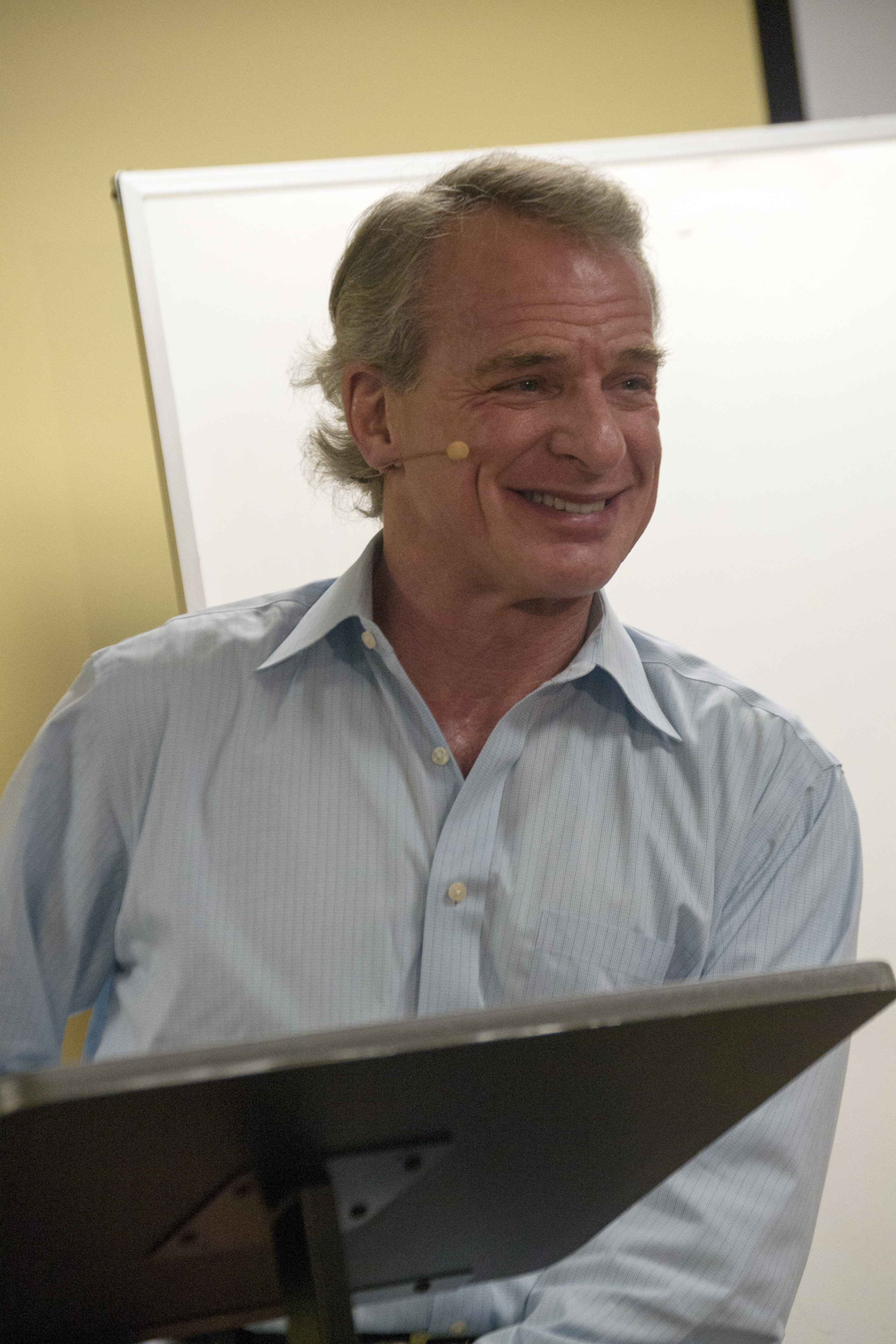
Craig em 2015.

Após ressaltar a consistência lógica estrita da teoria dos conjuntos infinitos axiomatizada pós-cantoriana, Craig argumenta que a existência de um número de coisas infinito atualmente é, apesar dessa consistência, metafisicamente impossível em vista dos muitos absurdos que seriam possíveis caso um infinito atual realmente existisse. Um dos exemplos preferidos de Craig é o famoso Hotel de Hilbert, que pode ser ocupado totalmente e, ainda assim, por meio da mera transposição de lodgers, acomodar um número infinito de hóspedes adicionais. Craig vai além da ilustração da história original criada por David Hilbert e pergunta o que aconteceria se operações aritméticas inversas, como a subtração, fossem aplicadas ao hotel. Imaginando diferentes grupos de hóspedes fazendo checkout do hotel, Craig mostra que seria possível subtrair quantidades iguais de quantidades iguais e obter quantidades diferentes como resultado, o que é absurdo. Após salientar que convenções matemáticas estipuladas para garantir a consistência lógica da aritmética transfinita não tem força ontológica, Craig conclui que o finitismo é mais plausivelmente verdadeiro. Portanto, a série de eventos passados deve ser finita e o universo começou a existir.
Mesmo que um infinito atual fosse metafisicamente possível, a natureza temporal da série de eventos passados, que foi formada pela adição sucessiva de um evento após o outro, levanta problemas peculiares. Craig argumenta que da mesma forma que é impossível, a despeito dos proponentes das “super-tasks”, contar até o infinito, também é metafisicamente impossível contar regressivamente começando do infinito. Novamente, Craig ilustra os absurdos contra-intuitivos—como sua inversão da história de Bertrand Russell sobre Tristam Shandy, que escreve sua autobiografia de forma tão lenta que demora um ano para registrar os eventos de um único dia—que podem resultar da formação de um infinito atual por adições sucessivas. Se o universo for eterno, ele tem que ter existido exatamente por uma sequência temporal infinita deste tipo (obtida por adições sucessivas) para que chegássemos até o evento ou momento [presente]. Segue-se que a sequência temporal deve ser finita e, portanto, o universo começou a existir. O desenvolvimento deste argumento por Craig torna evidente o que é implícito em todo o argumento kalam: a pressuposição de uma teoria flexiva do tempo. Essa pressuposição se tornaria no futuro um dos principais temas de pesquisa para Craig.
Uma das contribuições de Craig para o argumento cosmológico kalam histórico é sua adição de evidências empíricas oriundas da astrofísica contemporânea para defender o começo do universo. Ele expõe duas linhas de evidências fornecidas pela cosmologia atual: a expansão do universo e as propriedades termodinâmicas do universo.
Com relação à expansão do universo, Craig explica como o modelo Big Bang de Friedman-Lemaitre baseado na aplicação cosmológica das equações de campo gravitacional de Albert Einstein em sua teoria geral da relatividade prediz uma singularidade cósmica que constitui um limite no passado para o espaço-tempo e, portanto, marca a origem absoluta do universo em um passado finito. De acordo com o modelo nada existia anteriormente à singularidade cosmológica inicial, no sentido de que é falso que qualquer coisa existiu anteriormente à singularidade; o espaço-tempo e todo seu conteúdo vieram a existência naquele ponto. Craig então examina a história de tentativas de escapar da predição de um início absoluto no modelo padrão e mostra como esses modelos alternativos se provaram insustentáveis (como o modelo do estado estacionário e os modelos de flutuações do vácuo) ou implicaram o início do universo que eles foram projetados para evitar (modelos oscilatórios, modelos inflacionários, modelos gravitacionais quânticos). Craig ressalta que o teorema de Borde-Guth-Vilenkin de 2003 requer que qualquer universo que está, na média, em estado de expansão cósmica não pode ser eterno no passado mas deve ter um ponto de limite no passado. Esse teorema, que é aplicável não apenas à modelos de multiversos inflacionários mas também à cosmologias de branas de maiores dimensões é especialmente poderoso porque ele é valido independentemente de qualquer descrição física do universo em suas fases iniciais anteriores ao tempo de Planck.
Com relação às propriedades termodinâmicas de larga escala do universo, Craig remonta à discussão física sobre o conundrum que desafiava a física do século dezenove: o universo vai chegar a um estado de equilíbrio termodinâmico ou “morte quente” em um tempo finito; porque o universo não está, agora, neste estado, uma vez que ele existe por um tempo infinito? Ele mostra que embora o advento da teoria da relatividade tenha alterado a descrição da extinção termodinâmica do universo, ele não afetou essa questão fundamental. Na verdade, Craig chama atenção para o fato de que a recente descoberta de que a expansão do universo está acelerando somente agrava o problema ao aumentar a velocidade da desintegração do universo em ilhas causalmente isoladas destinadas a uma morte fria e escura. A maioria dos fisicos, portanto, tomam o desequilíbrio do universo como evidência de que o universo não é, na verdade, eterno em direção ao passado e sua baixa entropia foi simplesmente colocada como uma condição inicial. Craig também faz a observação de que as tentativas (especulativas) de evitar essa conclusão postulando um multiverso de mundos em variados estados termodinâmicos esbarram no problema dos chamados cérebros de Boltzmann - que diz que se torna altamente provável para qualquer observador que todo o universo observável é nada mais que uma ilusão de seu próprio cérebro, um conclusão solipsista que nenhuma pessoa racional adotaria.
Com base nessas quatro linhas de evidências Craig conclui que a premissa de que o universo começou a existir é mais plausível que sua negação. Adicionando a premissa de que “tudo que começa a existir tem uma causa” - uma premissa que Craig, novamente, defende filosoficamente e cientificamente - o começo cósmico implica na existência de uma causa sobrenatural. Pela própria natureza da questão, essa causa deve ser um ser que não tem causa, não começou a existir, é sem mudanças, é atemporal, fora do espaço, não é material e tem um poder enorme. Finalmente, Craig apela para o "princípio da determinação" - defendido por teólogos muçulmanos medievais - e argumenta que a única forma de explicar a origem de um efeito que tem um começo a partir de uma causa que não tem um começo é se a causa for um agente pessoal imbuído de livre arbítrio. Dessa forma, ele chega, por fim, a um Criador pessoal do universo.

### Onisciência Divina
Uma das questões centrais levantadas pela doutrina clássica da onisciência divina é a compatibilidade da presciência de Deus com a liberdade humana. A questão pode ser subdividida em outras duas:
1. Se Deus tem presciência da ocorrência de algum evento E, E acontece necessariamente?,[39] e
2. Se algum evento E é contingente, como Deus pode ter presciência da ocorrência de E? Craig abordou essas duas questões de forma extensiva em seu trabalho.[40]

A primeira pergunta aborda o problema do fatalismo teológico. Craig tenta reduzir este problema ao problema do fatalismo lógico, que afirma que, se é verdade que E vai acontecer, então E vai acontecer necessariamente. Ele desafia defensores do fatalismo teológico a mostrar como a adição do fato de que Deus sabe que alguma afirmação sobre o futuro é verdadeira adiciona qualquer coisa essencial ao problema além do fato de que a afirmação é verdadeira. Depois disso Craig examina de forma detalhada o fatalismo lógico para expor suas falácias. Ele insiste que o fatalismo tem que ser falacioso, uma vez que coloca uma restrição não causal sobre a liberdade humana que é ininteligível. Ele aponta que a falha no fatalismo lógico está em uma análise errada do que significa para um ato estar “sob o controle de alguém”, já que defensores do fatalismo lógico entendem erradamente a impossibilidade de tornar real uma contradição lógica como uma falha de habilidade pessoal.

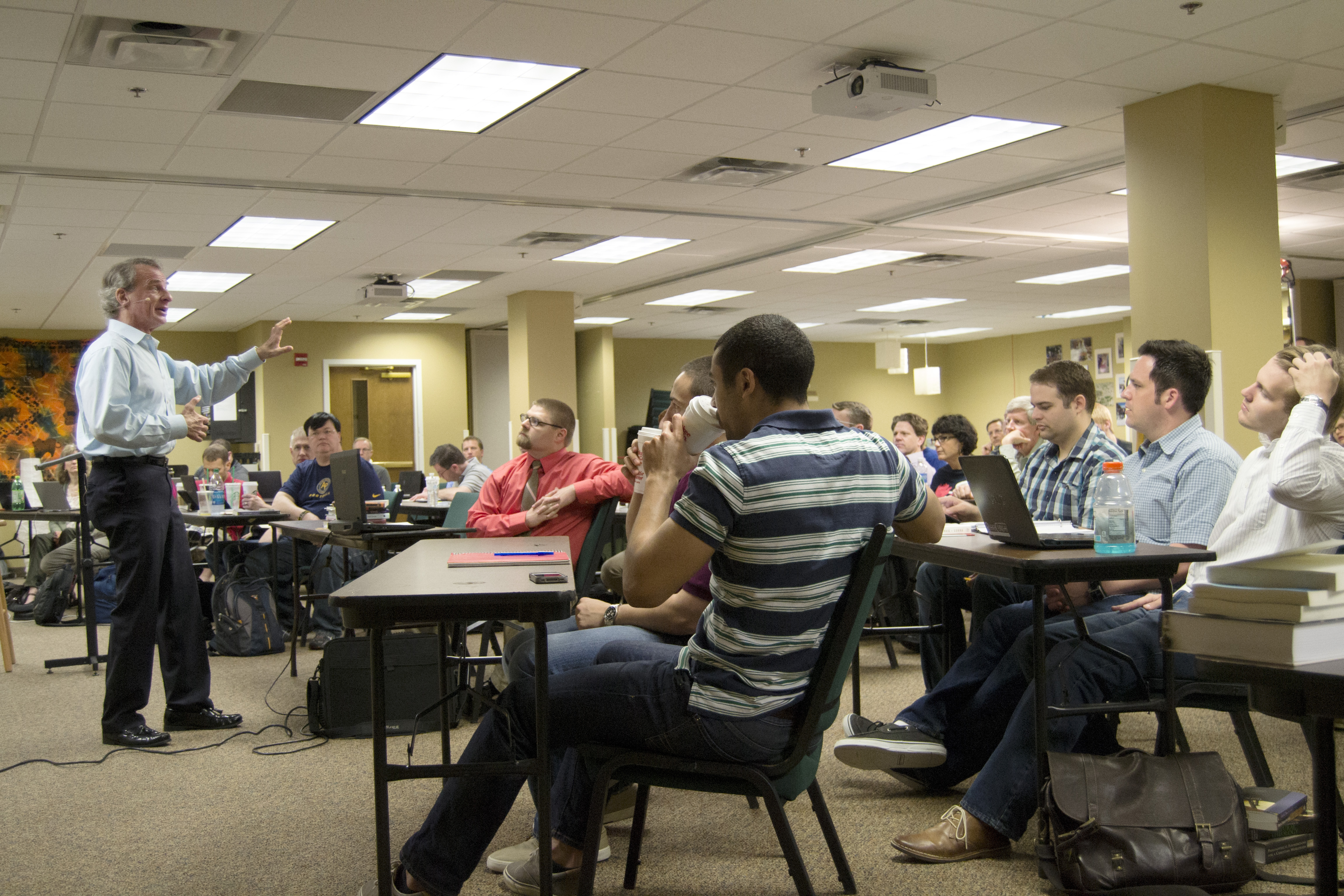
O Dr. Craig ensinando no seu seminário anual da Igreja Batista Johnson Ferry em Marietta, Georgia. O tema para o ano 2015 foi "A Coerência do Teísmo".

Retornando ao fatalismo teológico, Craig afirma que fatalistas de todos os espectros entenderam errado a chamada “necessidade temporal”, ou necessidade do passado. Argumentando que nossas intuições sobre a necessidade do passado estão enraizadas no fato de que o passado é causalmente fechado, Craig aponta que a impossibilidade da retrocausalidade não implica que eu não possa ter algum tipo de poder contrafatual sobre eventos do passado. Se Deus tem presciência dos meus atos, então eu tenho a habilidade de agir de tal forma que, se eu tivesse agido daquela forma, então o passado teria sido diferente. Tomando como base o trabalho de Alfred Freddoso, Craig oferece uma análise da necessidade temporal segundo a qual muitos eventos históricos não são, no ponto atual do tempo, temporalmente necessários. Ainda é possível que algum agente atue de tal forma que, se ele assim o fizer, aquele evento nunca teria ocorrido. Do fato de que o evento ocorreu nós podemos saber que o agente não vai, na realidade, agir de forma diferente. Mas essa opção permanece, ainda assim, dentro de suas possibilidades.
Talvez a contribuição mais distintiva de Craig para a discussão do fatalismo teológico é a sua abrangente discussão de rejeições de argumentos fatalistas paralelos em outras áreas diferentes da teologia ou filosofia da religião. Ele analisa discussões sobre retrocausalidade, viagem no tempo, teoria especial da relatividade, precognição, e o paradoxo de Newcomb para ilustrar a falha do raciocínio fatalista.
A segunda questão, que surge relacionada à presciência divina de contingências futuras, diz respeito aos meios pelos quais Deus sabe sobre tais eventos. Craig observa que a questão pressupõe uma teoria flexiva do tempo - ou Teoria A do tempo - já que na teoria aflexiva do tempo - ou Teoria B do tempo - não há nenhuma diferença ontológica entre passado, presente e futuro, de forma que eventos contingentes que estão no futuro em relação a nós não são mais difíceis para Deus saber do que eventos contingentes que estão no passado ou presente em relação a nós. Após fazer uma distinção entre modelos perceptualistas e conceitualistas de cognição divina, Craig concede que modelos que constroem a presciência de Deus sobre o futuro em linhas perceptualistas (Deus vê no futuro o que vai acontecer) são difíceis de reconciliar com uma teoria flexiva do tempo (apesar do fato de que alguém pode dizer que Deus percebe os valores-verdade presentes de proposições que são contingentes no futuro). Mas um modelo conceitualista que constrói o conhecimento de Deus em linhas de ideias inatas não estão vulneráveis a tais desafios.
A doutrina do conhecimento médio é um desses modelos conceitualistas da cognição divina que Craig explorou em considerável profundidade. Formulada pelo teólogo jesuíta Luíz de Molina, a doutrina do conhecimento médio afirma que, logicamente antes de seu decreto de criar o mundo, Deus sabia o que qualquer criatura que ele pudesse criar iria livremente fazer em qualquer conjunto possível de circunstâncias nas quais Deus pudesse colocá-la. Com base no conhecimento de tais contrafatuais da liberdade das criaturas  e seu conhecimento de seu próprio decreto para criar certas criaturas em certas circunstâncias, junto com sua própria decisão de como ele mesmo deve agir, Deus automaticamente sabe tudo que irá, de fato, e de forma contingente, acontecer, sem que seja necessário nenhum tipo de percepção do mundo ou algo parecido.
Craig se tornou um dos mais ardentes defensores contemporâneos do molinismo, argumentando não apenas em favor do conhecimento médio e defendendo a doutrina contra seus críticos, mas também aplicando a doutrina a um abrangente número de questões teológicas como providência divina  e predestinação, inspiração bíblica, perseverança dos santos, e particularismo cristão.

### Eternidade Divina
Os trabalhos anteriores de Craig sobre o argumento cosmológico Kalam e sobre onisciência divina tiveram uma significativa interseção com teorias do tempo e a natureza da eternidade divina. Sendo assim, um bom número de questões permaneceram para serem analisadas em uma exploração profunda sobre o tempo e sua relação com Deus.
Craig faz uma distinção entre duas formas de entender o significado de “eterno”: eterno pode significar atemporal ou infinitamente omnitemporal. Craig primeiro examina um grande número de argumentos que tentam mostrar que Deus é atemporal ou que ele é omnitemporal. Apesar de defender a coerência de um ser pessoal e que é atemporal, Craig conclui que os argumentos em defesa da posição de que Deus é atemporal não são sólidos ou são inconclusivos. Em contraposição, ele apresenta dois argumentos aparentemente poderosos em defesa da temporalidade divina. Primeiro Craig argumenta que se um mundo temporal existe, então, em virtude de suas relações reais com esse mundo, Deus não pode permanecer intocado por sua temporalidade. Dadas as suas relações com o mundo, Deus tem que mudar pelo menos extrinsecamente, o que é suficiente para que ele exista de forma temporal. Segundo, Craig argumenta que se um mundo temporal existe, então, por causa de sua onisciência, Deus deve saber fatos temporais sobre o mundo, como por exemplo, o que está acontecendo agora, que é, novamente, suficiente para que ele esteja localizado no tempo. Como um mundo temporal existe, segue-se que Deus existe no tempo.
O defensor da posição de que Deus é atemporal tem uma forma de escapar desses argumentos, segundo Craig. O primeiro argumento baseado na relação de Deus com o mundo pressupõe a realidade do vir a existir temporalmente (temporal becoming). O segundo argumento baseado no conhecimento de Deus sobre o mundo pressupõe a objetividade de fatos temporais. Em outras palavras, os dois argumentos pressupõem uma teoria A do tempo. Um defensor da posição de que Deus é atemporal pode evitar a força desses dois argumentos abraçando uma teoria B do tempo e negando a objetividade de fatos temporais e a realidade da passagem do tempo. Craig conclui que a teoria do tempo que alguém abraça irá afetar diretamente, e de forma decisiva, qual doutrina da eternidade divina essa pessoa defenderá.
Assim, em seus dois volumes The Tensed Theory of Time e The Tenseless Theory of Time Craig realiza uma profunda e abrangente análise dos argumentos a favor e contra as teorias A e B do tempo, respectivamente. Craig oferece o seguinte sumário de sua defesa da Teoria A do Tempo:
I.	Argumentos em favor da Teoria flexiva do tempo
A.	Sentenças flexivas, que não podem ser traduzidas em sentenças sinônimas aflexivas e nem podem ser associadas à condições de verdade aflexivas e token-reflexivas, correspondem, se verdadeiras, a fatos flexivos.
B. A experiência de passagem do tempo, semelhante à nossa experiência do mundo externo, é propriamente considerada como verídica.
II. Refutação de argumentos contra a Teoria flexiva do tempo
A. O celebrado paradoxo de McTaggart é baseado na injustificada (e errada) junção de uma ontologia aflexiva de eventos ou coisas com a objetividade da passagem do tempo, assim como a premissa não justificada de que deve existir uma única e completa descrição da realidade.
B. A passagem de tempo não é um mito, mas uma metáfora para a objetividade do passar a existir temporalmente, uma noção que pode ser consistentemente explicada em uma metafísica presentista.
III. Refutação dos argumentos em favor da teoria aflexiva do tempo
A. Vir a existir temporalmente é compatível com a teoria da relatividade se nós rejeitarmos o realismo espaço-tempo em favor de um interpretação neo-Lorentziana do formalismo da teoria.
B.	O tempo, da forma como é empregado na física, é somente uma abstração de uma realidade metafísica mais rica, omitindo elementos indexais como “aqui” e “agora” com o objetivo de universalizar as formulações das leis naturais.
IV. Argumentos contra a teoria aflexiva do tempo
A. Na ausência de distinções objetivas sobre passado, presente e futuro, as relações que ordenam eventos na teoria aflexiva são consideradas como relações temporais genuinas do tipo “antes”/”depois que” apenas de forma gratuita e injustificada.
B.	A afirmativa de que vir a existir temporalmente é dependente da mente é auto-destrutiva, uma vez que a ilusão subjetiva de vir a existir envolve em si mesma um vir a existir objetivo no conteúdo da consciência.
C.	A teoria aflexiva do tempo implica perdurantismo, a doutrina que afirma que objetos tem partes espaço-temporais, uma visão que é metafisicamente contra-intuitiva, incompatível com a responsabilidade moral e que implica na bizarra doutrina complementar da identidade transmundos.
D.	A teoria aflexiva do tempo é teologicamente questionável já que sua afirmação de que Deus e o universo co-existem de forma aflexiva é incompatível com um doutrina da criação ex nihilo robusta.
Os elementos distintivos na filosofia do tempo de Craig incluem sua diferenciação entre o tempo em si a nossas medidas de tempo ( um tema Newtoniano clássico), sua análise redutiva de flexões espaciais à localidade do “Eu-agora”, sua defesa do presentismo com base na presentidade da experiência, sua análise do paradoxo de McTaggart como uma instância do problema do intrínseco temporário, sua defesa de uma interpretação neo-Lorentziana da relatividade especial e sua formulação de uma semântica de mundos possíveis flexiva.
Após concluir que o tempo é flexivo, Craig passa a articular um doutrina da eternidade divina e da relação de Deus com o tempo. Defendendo o argumento antiNewtoniano de Leibniz contra a permanência de Deus por tempo infinito anteriormente à Criação e apelando para argumentos Kalam contra uma métrica de tempo passado infinito, Craig argumenta em defesa da nova visão de que Deus existe fora do tempo (atemporal) anteriormente ao universo e temporalmente desde o momento da criação. Craig identifica o tempo cósmico, que registra o tempo proper da duração do universo em modelos cosmológicos relativísticos gerais como a medida do tempo de Deus. O universo é, conclui Craig, o relógio de Deus.

### A Ressurreição de Jesus
Os dois volumes de Craig The Historical Argument for the Resurrection of Jesus (1985) e Assessing the New Testament Evidence for the Historicity of the Resurrection of Jesus (3d ed., 2002) estão entre as mais profundas e abrangentes investigações do evento da ressurreição de Jesus. No primeiro volume Craig aborda a história da discussão, incluindo argumentos humeanos contra a identificação de milagres. O segundo volume é um estudo exegético do material do novo testamento pertinente ao evento da ressurreição.
Craig sumariza a evidência relevante em três pontos:
(1) A tumba de Jesus foi encontrada vazia por um grupo de suas seguidoras no domingo depois de sua crucificação. 

(2) Vários indivíduos e grupos tiveram experiências com aparições de Jesus vivo depois de sua morte. 

(3) O primeiros discípulos passaram a acreditar que Deus tinha levantado Jesus dos mortos apesar das fortes predisposições contrárias.
A discussão detalhada que Craig apresenta sobre cada um desses fatos incluem uma defesa das tradições do sepultamento de Jesus por José de Arimatéia, uma exegese detalhada da doutrina paulina da ressurreição do corpo e uma investigação das noções pagãs e judaicas da ressurreição dos mortos.
Craig prossegue então para argumentar que a melhor explicação para esses três fatos é a chamada hipótese da ressurreição: a hipótese de que Deus levantou Jesus dos mortos. Essa inferência o leva a interagir e criticar de forma detalhada as hipóteses rivais, em particular a hipótese da alucinação de Ludermann. Utilizando critérios padrão para analisar hipóteses históricas como poder explanatório, escopo explanatório, quão ad-hoc é a hipótese, plausibilidade e outros critérios, Craig argumenta que a hipótese da ressurreição é a que melhor atende a esses critérios. Argumentando contra aqueles que consideram uma hipótese miraculosa excessivamente improvável, Craig diz que que, dada a existência de um criador pessoal do universo - como é demonstrado pelos argumentos da teologia natural - e dado que a probabilidade das evidências, considerando a hipótese da ressurreição, é maior do que a probabilidade das evidências considerando a negação dessa hipótese, a hipótese da ressurreição não pode ser considerada como improvável. Na verdade, a probabilidade de uma explicação miraculosa da evidência aumenta quando colocamos a ressurreição de Jesus no seu contexto religioso-histórico do ministério sem precedentes de Jesus e de suas afirmações pessoais radicais, cuja autenticidade Craig defende. Esse contexto também oferece a chave para interpretar o significado da ressurreição de Jesus, que Craig afirma ser a vindicação divina das alegadas afirmações blasfemas pelas quais Jesus foi julgado e condenado à morte.

### Asseidade Divina
A pesquisa atual de Craig é sobre o desafio colocado pelo platonismo para a doutrina clássica da asseidade divina ou auto-existência divina. Segundo a análise de Craig este desafio surge não tanto da eternidade ou necessidade de objetos abstratos mas, em muitos casos, da impossibilidade de que sejam criados. Rejeitando o criacionismo absoluto, a visão de que Deus cria objetos abstratos, como uma visão que sempre incorre em círculo vicioso, Craig defende a viabilidade de várias perspectivas nominalistas sobre objetos abstratos. Chamando a atenção para o fato de que o chamado argumento da indispensabilidade de Quine-Putnam é o principal suporte para o platonismo, Craig critica não apenas a epistemologia naturalizada e o holismo confirmacional de Quine, que dão suporte ao argumento original, mas, mais importante, rejeita também o critério metaontológico de comprometimento ontológico que é o centro de todas as versões do argumento. Craig favorece uma lógica neutra, segundo a qual os quantificadores formais da lógica de primeira ordem, assim como os quantificadores informais da linguagem ordinária, não exigem compromisso ontológico. Ele também defende uma teoria deflacionária de referência segundo a qual o ato de referenciar é um ato de fala ao invés de ser uma relação palavra-mundo, de forma que termos singulares podem ser usados em sentenças verdadeiras sem que seja necessário se comprometer com objetos correspondentes no mundo. Se alguém estipular que os quantificadores da lógica de primeira ordem estão sendo usados como dispositivos de compromisso ontológico, então Craig passa a advogar o ficcionalismo, mais especificamente a teoria do faz de conta (Pretense Theory), de acordo com a qual afirmações sobre objetos abstratos são expressões de faz de conta, imaginadas como verdade, apesar de serem, literalmente, falsas. O trabalho de Craig nessa área ainda está em andamento. Sendo assim, suas posições finais sobre o assunto ainda não são conhecidas.

## Debates e Diálogos
- Jeff Hester no Sellos Theater, "A crença teísta é racional em uma era científica?" (2019)
- Erik Wielenberg na Universidade Estadual da Carolina do Norte, "De onde vem a moralidade?" (2018)
- Daniel Came na Universidade de Hull, "Deus Existe?" (2017)
- Michael Nugget na University College Cork, "Deus Existe?" (2017)
- Kevin Scharp na Universidade Estadual de Ohio, "Existem evidências da existência de Deus?" (2016)
- Sean Carroll no seminário teológico batista de New Orleans, "Deus e a cosmologia" (2014)
- Lawrence Krauss em Melbourne, "Vida, o Universo e o Nada: É racional acreditar em Deus?" (2013)
- Lawrence Krauss em Sydney, "Vida, o Universo e o Nada: Porque existe algo ao invés de nada?" (2013)
- Lawrence Krauss em Brisbane, "Vida, o Universo e o Nada: A ciência enterrou Deus?" (2013)
- Alex Rosenberg na Universidade de Purdue, "A fé em Deus é racional?" (2013)
- Klemens Kappel em Copenhague, Dinamarca, "Deus existe?" (2012)
- Kari Enqvist na Universidade de Helsinki, "Deus existe?" (2012)
- Peter Millican na Universidade de Birmingham, "A fé em Deus é racional?" (2011)
- Peter Atkins na Universidade de Manchester, "Deus existe?" (2011)
- Stephen Law em Westminster Central Hall, Londres, "Deus existe?" (2011)
- Sam Harris na Universidade de Notre Dame, "O fundamento da moralidade é natural ou sobrenatural?" (2011)
- Lawrence Krauss na Universidade da Carolina do Norte, "Existe evidência para a existência de Deus?" (2011)
- Francisco Ayala na Universidade de Indiana, "O Design Inteligente é viável?" (2011)
- Victor Stenger na Universidade do estado de Oregon, "Deus existe?" (2010)
- Eric Dayton na Universidade de Saskatchewan, "O mal prova que Deus não existe?" (2009)
- Shabir Ally na Universidade McGill, "Jesus ressuscitou dos mortos?" (2009)
- Ronald DeSousa na Universidade York, Toronto, "Deus existe?" (2009)
- Lewis Wolpert em Westminster, Londres, "Deus é uma ilusão?" (2009)
- Shelly Kagan na Universidade Columbia, "Deus é necessário para a moralidade?" (2009)
- Richard Carrier na Universidade do noroeste do estado de Missouri, "Jesus ressuscitou dos mortos?" (2009)
- Christopher Hitchens na Universidade Biola, "Deus existe?" (2009)
- Christopher DiCarlo na Universidade de Waterloo, "Deus faz alguma diferença?" (2009)
- John R. Shook na Universidade de British Columbia, "Deus existe?" (2008)
- Bill Cooke na Universidade de Auckland, Nova Zelândia, "Deus é uma ilusão?" (2008)
- Louise Antony na Universidade de Massachusetts em Amherst, "Deus é necessário para moralidade?" (2008)
- James Crossley, "Jesus foi corporalmente ressuscitado dos mortos?" (2008)
- Roy Hoover, "Deveríamos acreditar que a ressurreição de Jesus foi um fato histórico?"(2008)
- Bart Ehrman no College of the Holy Cross, "Existem evidências a favor do Jesus histórico?"(2006)
- Austin Dacey na Universidade do estado da California, "Deus existe?" (2005)
- A.C. Grayling em Oxford, "A existência de Deus faz sentido diante dos Tsunamis?" (2005)
- John Shelby Spong no Bethel College, "Jesus ressuscitou dos mortos?" (2005)
- Austin Dacey na Universidade Purdue, "Deus existe? O debate final" (2004)
- Hector Avalos na Universidade do estado de Iowa, "Jesus ressuscitou dos mortos?" (2004)
- Victor Stenger, "Deus existe?" (2003)
- Quentin Smith em Harvard, "Deus existe?" (2003)
- Peter Slezak, "Ateísmo vs Cristianismo" (2002)
- Shabir Ally, "Jesus ressuscitou dos mortos?" (2002)
- Shabir Ally, "O conceito de Deus no Islamismo e Cristianismo" (2002)
- Shabir Ally, "Quem é o verdadeiro Jesus?" (2002)
- Shabir Ally, "O que devo fazer para ser salvo?" (2002)
- Gerd Ludemann na Universidade Politécnica do estado da California, "A ressurreição de Jesus: Fato ou Ficcão?" (2002)
- Torbjorn Tannsjo, "Deus e a moralidade" (2001)
- Paul Kurtz, "A bondade sem Deus é suficiente?" (2001)
- Ron Barrier, "Deus existe?" (2000)
- Eddie Tabash, "Humanismo secular vs. Cristianismo" (1999)
- Walter Sinnott-Armstrong, "O mal e o sofrimento provam que Deus não existe?" (1999)
- Edwin Curley na Universidade de Michigan, "O Deus cristão existe?" (1998)
- Keith Parsons na Igreja batista Prestonwood, "Porque sou/não sou Cristão" (1998)
- Robert Price, "Jesus de Nazaré ressuscitou dos mortos?" (1998)
- Massimo Pigliucci na Universidade da Georgia, "Deus existe?" (1998)
- Antony Flew na Universidade de Wisconsin em Madison, "Deus existe?" (1998)
- Peter Atkins no Carter Center, "Qual é a evidência a favor/contra a existência de Deus?" (1998)
- Jamal Badawi na Universidade de Illinois em Urbana-Champaign, "O conceito de Deus no Islamismo e no Cristianismo" (1998)
- Paul Draper na Academia militar dos Estados Unidos em West Point, "Deus existe?" (1997)
- Theodore Drange na University de Illinois em Urbana-Champaign, "Deus existe?" (1997)
- Gerd Ludemann no Boston College, "Jesus ressuscitou dos mortos?" (1997)
- Douglas Jesseph na Universidade do estado do Arizona, "Deus existe?" (1997)
- Douglas Jesseph na Universidade da Carolina do Norte, "Deus existe?" (1996)
- Quentin Smith na Universidade Metodista do sul, "Deus existe?" (1996)
- Corey Washington na Universidade de Washington, "Deus existe?" (1995)
- Greg Cavin, "Jesus ressuscitou dos mortos?" (1995)
- John Dominic Crossan, "O verdadeiro Jesus queira, por favor, ficar de pé?" (1995)
- Michael Tooley na Universidade do Colorado, "Deus existe?" (1994)
- Ray Bradley na Universidade Simon Fraser, "Pode um Deus poderoso mandar pessoas para o inferno?" (1994)
- Robert Deitz na Universidade do estado do Arizona, "Deus existe?" (1993)
- Richard Taylor no Union College, "A base da moralidade é natural ou sobrenatural?" (1993)
- Frank Zindler na Igreja da Comunidade de Willow Creek, "Ateísmo vs Cristianismo" (1993)
- Kai Nielson na Universidade de Western Ontario, "Deus a moralidade e o mal" (1991)[19]

## Publicações selecionadas
- Craig, William Lane (1979), The Kalām Cosmological Argument, ISBN 978-1-57910-438-2, London: MacMillan.
- ——— (1980), The Cosmological Argument from Plato to Leibniz, ISBN 978-1-57910-787-1, London: MacMillan.
- ——— (1981), The Son Rises: Historical evidence for the resurrection of Jesus, ISBN 978-1-57910-464-1, Chicago: Moody Press.
- ——— (1991), Divine Foreknowledge and Human Freedom: The Coherence of Theism: Omniscience, ISBN 978-90-04-09250-1, Brill.
- Apologetics: An Introduction. Chicago: Moody Press. 1984. ISBN 0-8024-0405-7
- The Historical Argument for the Resurrection of Jesus during the Deist Controversy. Toronto: Edwin Mellen. 1985. ISBN 0-88946-811-7
- The Only Wise God: The Compatibility of Divine Foreknowledge and Human Freedom. Grand Rapids: Baker Bookhouse. 1987. ISBN 1-57910-316-2 / ISBN 978-1-57910-316-3
- The Problem of Divine Foreknowledge and Future Contingents from Aristotle to Suarez. Leiden: E.J. Brill. 1988. ISBN 90-04-08516-5 / ISBN 978-90-04-08516-9
- Knowing the Truth About the Resurrection. Ann Arbor: Servant. 1988. ISBN 0-89283-384-X / ISBN 978-0-89283-384-9
- Craig, William Lane (1989), Assessing the New Testament Evidence for the Historicity of the Resurrection of Jesus, ISBN 978-0-88946-616-6, Studies in the Bible and early Christianity, 16, Toronto: Edwin Mellen Press
- Divine Foreknowledge and Human Freedom: The Coherence of Theism I: Omniscience. Leiden: E.J. Brill. 1990. ISBN 90-04-09250-1 / ISBN 978-90-04-09250-1
- No Easy Answers. Chicago: Moody Press. 1990. ISBN 0-8024-2283-7 / ISBN 978-0-8024-2283-5
- Craig, William Lane (1991). Divine Foreknowledge and Human Freedom: The Coherence of Theism: Omniscience. [S.l.: s.n.] ISBN 978-90-04-09250-1
- Theism, Atheism, and Big Bang Cosmology (with Quentin Smith). Oxford: Clarendon Press. 1993. ISBN 978-0-19-826383-8
- The Tensed Theory of Time: A Critical Examination. Dordrecht: Kluwer Academic Publishers. ISBN 0-7923-6634-4 / ISBN 978-0-7923-6634-8
- O Jesus dos Evangelhos: mito ou realidade?  Um debate entre William Lane Craig e John Dominic Crossan. Vida Nova. 2012.
- God, Are You There?. Atlanta: RZIM. 1999. ISBN 1-930107-00-5 / ISBN 978-1-930107-00-7
- Craig, William Lane; Lüdemann, Gerd; Copan, Paul; Tacelli, Ronald Keith (2000). Jesus' Resurrection: Fact Or Figment?  a Debate Between William Lane Craig & Gerd Lüdemann. [S.l.]: InterVarsity Press. ISBN 0-83081-569-4
- ——— (2000). The tensed theory of time: a critical examination. [S.l.]: Springer. ISBN 978-0-7923-6634-8
- ——— (2000), The Tenseless Theory of Time: A Critical Examination, ISBN 978-0-7923-6635-5, Dordrecht: Kluwer.
- God, Time and Eternity. Dordrecht: Kluwer Academic Publishers. 2001. ISBN 978-1-58134-241-3 / ISBN 978-1-58134-241-3
- Time and The Metaphysics of Relativity. Dordrecht: Kluwer Academic Publishers. 2001. ISBN 0-7923-6668-9
- Time and Eternity: Exploring God's Relationship to Time. Wheaton: Crossway. 2001. ISBN 978-1-58134-241-3 / ISBN 978-1-58134-241-3
- What Does God Know? Atlanta: RZIM. 2002. ISBN 978-1-930107-05-2
- Hard Questions, Real Answers. Wheaton: Crossway Books. 2003. ISBN 978-1-58134-487-5 / ISBN 978-1-58134-487-5
- Philosophical Foundations for a Christian Worldview (with J.P. Moreland). Downers Grove: InterVarsity Press. 2003.
- Craig, William Lane; Flew, Antony; Wallace, Stan W. (2003), Does God Exist?: The Craig-Flew Debate, ISBN 0-75463190-7, Ashgate.
- ———; Sinnott-Armstrong, Walter (2004). God?: A Debate Between a Christian and an Atheist. [S.l.]: Oxford University Press. ISBN 0-19-516599-3
- Creation out of Nothing: A Biblical, Philosophical, and Scientific Exploration (with Paul Copan). Grand Rapids: Baker Bookhouse. 2004. ISBN 0-8010-2733-0
- Reasonable Faith. Wheaton: Crossway. 1994. rev. 3rd ed. 2008. ISBN 0-89107-764-2 / ISBN 978-0-89107-764-0
- Einstein, relativity and absolute simultaneity. London New York: Routledge. 2008. ISBN 0-415-59166-X
- On Guard: Defending Your Faith with Reason and Precision. Colorado Springs: David C. Cook. 2010. ISBN 1-4347-6488-5 / ISBN 978-1-4347-6488-1--Em Português "Em Guarda". Editora: Vida Nova 2011. ISBN 978-85-275-0479-9